# Almásy család
A zsadányi és törökszentmiklósi nemes és gróf Almásy család (helyenként Almássy alakban is szerepel a családnév) egy XVII. századból eredő, magyar nemesi család.

## Története
A legenda szerint ez a család az Almási nemzetségből ered, ez azonban nem bizonyítható. Egy másik feltételezés szerint az eörsi és kukolyi Almásy családból ered, mégpedig a Kálmán király idejében élt Péter leszármazottai lennének. E második feltételezés szintén nem bizonyítható. Az első oklevelekkel is kimutatható őse az Almásyaknak az 1666-ban nemesi címerlevelet kapott Almási János. János 1701-ben zsadányi birtokára kapott adománylevelet, de az, hogy az említett két János egy és ugyanaz lenne, kérdéses. Az adománylevél után kezdték viselni első előnevüket. A családtagok közül egymás után többen is megkapták a grófi címet: Ignác tábornok 1771-ben, Ignác jászkun kapitány 1815-ben, Pál földbirtokos pedig 1910-ben.

## Nevezetes családtagok
- Almásy János (1691–1765) nádori (jászkun) főkapitány és hétszemélyes táblaülnök
- Almásy Pál (1722–1804) táblabíró, nádori (jászkun) főkapitány, hétszemélyes tábla ülnöke
- Almásy Béla (1768–1821) koronaőr, szeptemvir, főlovászmester, Arad vármegye főispánja
- Almásy Ernő (1818–1849) jogász, 1836-1844-ben főhadnagy a cs. kir. seregben, 1848-49-ben magyar honvédőrnagy
- Almásy Dénes (1863–1940) földbirtokos, politikus
- Almásy György (1867–1933) utazó, Ázsia-kutató, gyűjtő
- Almásy Ignác (1725–1804) tábornok, huszárezredes
- Almásy Ignác (1751–1840) jászkun kapitány, több vármegye főispánja, ülnök, kamarás, alkancellár
- Almásy Imre (1868–1929) kamarás, politikus, Jász-Nagykun-Szolnok vármegye főispánja (1906–1910)
- Almásy Imre (1896–1973) politikus, az Egységes Párt Nógrád vármegyei elnöke, országgyűlési képviselő
- Almásy Kálmán (1815–1898) nagybirtokos, lovassági százados, titkos tanácsos
- Almásy László (1869–1936) politikus, a képviselőház elnöke
- Almásy László (1895–1951) utazó, Afrika-kutató, felfedező, az angol beteg
- Almásy Móric (1808–1881) titkos tanácsos, helytartótanácsos, az osztrák földhitelintézet igazgatója
- Almásy Pál (1749–1821) főispán, koronaőr
- Almásy Pál (1818–1882) politikus, a képviselőház alelnöke
- Almásy Tádé (1750–1821) kamarás, táblabíró, Fiume kormányzója, hétszemélynök, jászkun kapitány
- Almásy Tasziló (1847–1915) festőművész